# Association nationale pommes poires
L’Association nationale pommes poires (ANPP) est une association française  de producteurs de fruits et légumes.

## Histoire
En 2009, l'Association nationale pommes poires (ANPP) est reconnue par l'État en 2009 comme organisations de producteurs dans le secteur des fruits et légumes.
En 2010, l'ANPP s'engage dans une démarche visant à concilier performance économique et respect de l’environnement en créant sa certification « Qualité des pomiculteurs de France » identifiée par le logo « Vergers écoresponsables »,.
En 2019, elle regroupe 1 300 producteurs représentant 60 % de la production française de pomme.

## Controverses sur l'usage des produits phytosanitaires
L'ANPP œuvre à l'abrogation, en 2016, d'un arrêté réglementant les produits phytosanitaires, considérant que les règles n'étaient pas « adaptées à l'arboriculture ».
L'ANPP assigne Greenpeace France en référé à la suite de l'utilisation de l'expression « pommes empoisonnées », la justice décide en 2017 en faveur de l'ONG au motif qu'elle avait agi « dans un but d’intérêt général et de santé publique » : ainsi, selon France 3, « Les pommes françaises sont bien empoisonnées aux pesticides ».

## Recours contre une campagne Biocoop
L'ANPP, Interfel et la Fédération nationale des producteurs de fruits (FNPF) font condamner Biocoop le 21 septembre 2016 pour une campagne publicitaire réalisée en septembre 2014. Ils ont invoqué le caractère trompeur de la publicité, qui selon eux dénigrait le produit et appelait au boycott des pommes non issues de l'agriculture biologique, en particulier par son slogan « N’achetez pas de pommes (traitées aux produits phyto) ». Biocoop est condamné par le tribunal de grande instance de Paris pour pratique anticoncurrentielle à 10 000 € pour chacun des plaignants, mais l'accusation de publicité trompeuse n'est pas retenue par le tribunal,.

## Lobbying
L'ANPP mandate le cabinet Droit devant, pour effectuer des actions de lobbying en France. Le cabinet déclare à ce titre des dépenses annuelles d'un montant compris entre 75 000 et 100 000 euros.